# Bio-Rad
Bio-Rad Laboratories, Inc. es un desarrollador y fabricante estadounidense de productos tecnológicos especializados para los mercados de investigación en ciencias biológicas y diagnóstico clínico. La compañía fue fundada en 1952 en Berkeley, California, por el equipo de marido y mujer David y Alice Schwartz, ambos graduados de la Universidad de California. Bio-Rad tiene su sede en Hercules, California, y tiene operaciones en todo el mundo.

## Segmentos de negocio
Los productos de ciencias biológicas de Bio-Rad incluyen principalmente instrumentos, software, consumibles, reactivos y contenido para las áreas de biología celular, expresión génica, purificación de proteínas, cuantificación de proteínas , descubrimiento y fabricación de fármacos, seguridad alimentaria y educación científica. Estos productos se basan en tecnologías para separar, purificar, identificar, analizar y amplificar materiales biológicos como anticuerpos, proteínas, ácidos nucleicos, células y bacterias .
Los productos y sistemas de diagnóstico de Bio-Rad utilizan una variedad de tecnologías y brindan información clínica en los mercados de transfusión de sangre, monitoreo de diabetes, autoinmunidad y pruebas de enfermedades infecciosas. Estos productos se utilizan para respaldar el diagnóstico, el seguimiento y el tratamiento de enfermedades y otras afecciones médicas.

### Instrumentos Vickers
En 1989, Bio-Rad compró la empresa británica de fabricación de instrumentos, Vickers (1828-1999), además de sus productos de defensa, que se vendieron a British Aerospace. Esta empresa se conocía hasta 1963 como Cooke, Troughton & Simms . Cooke, Troughton & Simms se formó en 1922 mediante la fusión de T. Cooke & Sons, un fabricante de instrumentos con sede en York fundado en 1837 por el maestro de escuela autodidacta Thomas Cooke, y el fabricante de instrumentos de Londres, Troughton & Simms, fundado en 1828 por Edward Troughton, quien comenzó su aprendizaje en 1773.

### Revista Bioradiations
Bioradiations es una revista en línea creada por Bio-Rad que ofrece a los investigadores estudios de casos, documentos técnicos, consejos, técnicas y temas relacionados con los productos y servicios de Bio-Rad. Bioradiations comenzó como una revista impresa que se lanzó en 1965 y se imprimió hasta 2011 para empezar a ser publicada en línea.